# Adolf Muschg
Adolf Muschg, nacido el 13 de mayo de 1934 en Zollikon (cantón de Zúrich, Suiza), es un escritor y profesor suizo. Escribe en lengua alemana y forma parte del Grupo de Olten.

## Biografía
Durante su juventud, Adolf Muschg estudia la literatura alemana e inglesa así como la filosofía en las universidades de Zúrich y Cambridge. Obtiene un doctorado con una tesis sobre Ernst Barlach.
Entre 1959 y 1962 trabaja como profesor en Zúrich. Después también ejerce como profesor en Alemania (Gotinga), Estados Unidos y Japón. De 1970 a 1999, Muschg es profesor de literatura en la Escuela Politécnica Federal de Zúrich.
Adolf Muschg escribió el prefacio al libro polémico de Fritz Zorn, Bajo el signo de Marte.
Muschg fue galardonado con el Premio Georg Buchner en 1994.